# Бестюбинское водохранилище
Бестюбинское водохранилище, Бестоби́нское водохрани́лище или Бестобе (каз. Бестөбе) — водохранилище на реке Чарын в Алматинской области Казахстана. Эксплуатируется с 2011 года. Используется для выработки электроэнергии и орошения.
Водохранилище располагается юго-западнее гор Кулуктау (Кулыктау) в среднем течении реки Чарын (Кеген) на территории Кегенского района.
Высота каменно-набросной плотины — 94 м. Нормальный подпорный уровень (НПУ) — 1770 м над уровнем моря. Площадь — около 10 км². Объём запасаемой воды: полный — 238 млн м³, полезный — 198 млн м³.